# Élections générales britanniques de 1774
Les élections générales britanniques de 1774 se sont déroulées en Grande-Bretagne du 5 octobre au 10 novembre 1774. Ces élections sont remportées par le parti tory de Lord North.